# Едместон (Њујорк)
Едместон (енгл. Edmeston) насељено је место без административног статуса у америчкој савезној држави Њујорк.

## Демографија
По попису из 2010. године број становника је 657.
| Група             | 2000.    | 2010.       |
| Белци             | 0 (0,0%) | 627 (95,4%) |
| Афроамериканци    | 0 (0,0%) | 4 (0,6%)    |
| Азијати           | 0 (0,0%) | 3 (0,5%)    |
| Хиспаноамериканци | 0 (0,0%) | 16 (2,4%)   |
| Укупно            | 0        | 657         |